# Список правителів Арагону
У цій статті подано список правителів Арагону.
| Династії Веласкотенес і Галіндес |                              | |
| Галіндо Веласкотенес | Galindo Belascotenes         | Перший із документально засвідчених правителів Арагону (кінець VIII століття) |
| Галіндо Гарсес | Galindo García               | Граф Арагону (VIII століття) |
| Авреоло | Aureolus                     | Граф Арагону (798/802—809) |
| Аснар I | Aznar I Galíndez             | Граф Арагону (809–820) |
| Гарсія I Злий | García I Galíndez el Malo    | Граф Арагону (820–833) |
| Галіндо Гарсес | Galindo Garcés               | Граф Арагону (833–844) |
| Галіндо I | Galindo I Aznárez            | Граф Арагону (844–867) |
| Аснар II | Aznar II Galíndez            | Граф Арагону (867–893) |
| Галіндо II | Galindo II Aznárez           | Граф Арагону (893–922) |
| Гунтісло | Guntislo Galíndez            | Граф Арагону (923–933) |
| Андрегота | Andregoto Galíndez           | Графиня Арагону (933–943) |
| \| Династія Хіменес \| \| \| \| Гарсія II \| García Sánchez I \| Граф Арагону (926–970), король Наварри (925–970) \| \| Санчо II Абарка \| Sancho Garcés II Abarca \| Граф Арагону й король Наварри (970–994) \| \| Гарсія III \| García Sánchez II el Temblón \| Граф Арагону й король Наварри (994–1000) \| \| Санчо III Гарсія \| Sancho Garcés III el Mayor \| Граф Арагону й король Наварри (1000–1035), граф Кастилії (1029–1035) \| \| Арагонське королівство утворилось 1035 року після смерті Санчо III та розділу його володінь між синами. \| \| \| \| Арагонська династія \| \| \| \| Раміро I \| Ramiro I \| Король Арагону (1035–1063) \| \| Санчо I \| Sancho Ramírez \| Король Арагону (1063–1094) й Наварри (1076–1094) \| \| Педро I \| Pedro I \| Король Арагону й Наварри (1094–1104) \| \| Альфонсо I Воїн \| Alfonso I el Batallador \| Король Арагону й Наварри (1104–1134) \| \| Раміро II Чернець \| Ramiro II el Monje \| Король Арагону (1134–1137) \| \| Петроніла \| Petronila \| Королева Арагону (1137–1162) \| \| 1150 року Петроніла вийшла заміж за Рамона Беренгера IV, графа Барселонського. Таким чином була утворена нова королівська династія — Барселонська. \| \| \| \| Барселонська династія \| \| \| \| Альфонсо II Цнотливий \| Alfonso II el Casto \| Король Арагону (1164–1196), граф Барселони (1162–1196) та Провансу (1181–1185) \| \| Педро II Католик \| Pedro II el Católico \| Король Арагону та граф Барселони (1196–1213) \| \| Хайме I Завойовник \| Jaime I el Conquistador \| Король Арагону та граф Барселони (1213–1276), король Валенсії (1238–1276) та Майорки (1231–1276), лорд Монпельє (1219–1276) \| \| Педро III Великий \| Pedro III el Grande \| Король Арагону та граф Барселони (1276–1285), король Валенсії (1276–1285) та Сицилії (1282–1285) \| \| Карл I Безземельний \| Charles comte de Valois \| Титулярний король Арагону та Валенсії (1284–1295) \| \| Альфонсо III Щедрий \| Alfonso III el Liberal \| Король Арагону та Валенсії (1285–1291), граф Барселони (1285–1291) \| \| Хайме II Справедливий \| Jaime II el Justo \| Король Арагону та граф Барселони (1291–1327), король Валенсії (1291–1327) та Сицилії (1285–1296) \| \| Альфонсо IV Добрий \| Alfonso IV el Benigno \| Король Арагону та Валенсії (1327–1336), граф Барселони (1327–1336) \| \| Педро IV Церемонний \| Pedro IV el Ceremonioso \| Король Арагону та Валенсії (1336–1387), граф Барселони (1336–1387) \| \| Хуан I Мисливець \| Juan I el Cazador \| Король Арагону та Валенсії (1387–1396), граф Барселони (1387–1396) \| \| Мартін I Гуманний \| Martín I el Humano \| Король Арагону та граф Барселони (1396–1410), король Валенсії (1396–1410) та Сицилії (1409–1410) \| \| Після двох років міжцарства та укладення Компромісу Каспе престол Арагону зайняла нова династия — Трастамара. \| \| \| \| Династія Трастамара \| \| \| \| Фердинанд I Справедливий \| Fernando I el de Antequera \| Король Арагону, Валенсії та Сицилії (1412–1416), граф Барселони (1412–1416) \| \| Альфонсо V Великодушний \| Alfonso V el Magnánimo \| Король Арагону, Валенсії, Сицилії та Майорки (1416–1458), король Неаполя (1442–1458) та граф Барселони (1416–1458) \| \| Хуан II \| Juan II \| Король Арагону, Валенсії, Сицилії та Неаполя (1458–1479), король Наварри (1425–1479) і граф Барселони (1458–1479) \| \| Фернандо II Католик \| Fernando II el Católico \| Король Арагону, Валенсії, Сицилії та Майорки (1479–1516), Неаполя (1504–1516), Кастилії та Леону (1474–1504) і граф Барселони (1479–1516) \| \| Хуана I Безумна \| Juana I la Loca \| Королева Кастилії та Леону (1504–1555), Арагону й Валенсії (1516–1518) \| \| 1518 року відбулось об'єднання королівських династій Кастилії та Арагону. \| \| \| \| Династія Габсбургів \| \| \| \| Карл II \| Carlos II \| Король Арагону, Майорки, Валенсії (1516–1556), Неаполя та Сицилії (1516–1554), Кастилії та Леону (1555–1556), граф Барселони (1516–1556), граф Артуа, Бургундії, Фландрії, Ено, Намюра, Голландії та Зютфена (1506–1555), герцог Брабанту, Гельдерна, Лімбурга, Лотьєра та Люксембургу (1506–1521), ерцгерцог Австрії (1519–1521), герцог Штирії, Каринтії та Крайни (1519–1521), граф Тіролю (1519–1521), король Німеччини (1519–1556), імператор Священної Римської імперії (1530–1556) \| \| Філіп I Обережний \| Felipe II el Prudente \| Король Іспанії (1556–1598), Португалії (1580–1598), Неаполя та Сицилії (1554–1598), герцог Брабанту, Гельдерна, Лімбурга, Лотьєра та Люксембургу (1556–1598), граф Артуа, Бургундії, Фландрії, Ено й Намюра (1556–1598), граф Голландії та Зютфена (1556–1581) \| \| Філіп II \| Felipe III \| Король Іспанії, Португалії, Неаполя та Сицилії (1598–1621) \| \| Філіп III \| Felipe IV \| Король Іспанії, Неаполя та Сицилії (1621–1665), король Португалії (1621–1640), герцог Брабанту, Гелдерна, Лімбурга, Лотьєра та Люксембургу (1621–1665), граф Бургундії, Фландрії, Ено й Намюра (1621–1665), граф Артуа (1621–1640) \| \| Карл III Зачарований \| Carlos II El Hechizado \| Король Іспанії, Неаполя та Сицилії (1665–1700), герцог Брабанту, Гелдерна, Лімбурга, Лотьєра та Люксембургу (1665–1700), граф Бургундії, Фландрії, Ено й Намюра (1665–1700), король Арагону (1665–1700) \| \| Філіп IV \| Felipe V \| Король Іспанії, Неаполя та Сицилії (1700–1746), герцог Брабанту, Гелдерна, Лімбурга, Лотьєра та Люксембургу (1700–1746), граф Бургундії, Фландрії, Ено й Намюра (1700–1746), король Арагону (1700–1707) \| \| З 1707 року Арагон став частиною Іспанії. Титул короля Арагону було ліквідовано. \| \| \| - Анонімні автори. (24 серпня 2011). Іспанські середньовічні хроніки: Хроніка Карденьї I. Хроніка Карденьї II. Аннали Толедо I. Аннали Толедо II. Аннали Толедо III. www.kuprienko.info. Архів оригіналу за 2 лютого 2012. Процитовано 7 січня 2013. |                              | |
| Династія Хіменес |                              | |
| Гарсія II | García Sánchez I             | Граф Арагону (926–970), король Наварри (925–970) |
| Санчо II Абарка | Sancho Garcés II Abarca      | Граф Арагону й король Наварри (970–994) |
| Гарсія III | García Sánchez II el Temblón | Граф Арагону й король Наварри (994–1000) |
| Санчо III Гарсія | Sancho Garcés III el Mayor   | Граф Арагону й король Наварри (1000–1035), граф Кастилії (1029–1035) |
| Арагонське королівство утворилось 1035 року після смерті Санчо III та розділу його володінь між синами. |                              | |
| Арагонська династія |                              | |
| Раміро I | Ramiro I                     | Король Арагону (1035–1063) |
| Санчо I | Sancho Ramírez               | Король Арагону (1063–1094) й Наварри (1076–1094) |
| Педро I | Pedro I                      | Король Арагону й Наварри (1094–1104) |
| Альфонсо I Воїн | Alfonso I el Batallador      | Король Арагону й Наварри (1104–1134) |
| Раміро II Чернець | Ramiro II el Monje           | Король Арагону (1134–1137) |
| Петроніла | Petronila                    | Королева Арагону (1137–1162) |
| 1150 року Петроніла вийшла заміж за Рамона Беренгера IV, графа Барселонського. Таким чином була утворена нова королівська династія — Барселонська. |                              | |
| Барселонська династія |                              | |
| Альфонсо II Цнотливий | Alfonso II el Casto          | Король Арагону (1164–1196), граф Барселони (1162–1196) та Провансу (1181–1185) |
| Педро II Католик | Pedro II el Católico         | Король Арагону та граф Барселони (1196–1213) |
| Хайме I Завойовник | Jaime I el Conquistador      | Король Арагону та граф Барселони (1213–1276), король Валенсії (1238–1276) та Майорки (1231–1276), лорд Монпельє (1219–1276) |
| Педро III Великий | Pedro III el Grande          | Король Арагону та граф Барселони (1276–1285), король Валенсії (1276–1285) та Сицилії (1282–1285) |
| Карл I Безземельний | Charles comte de Valois      | Титулярний король Арагону та Валенсії (1284–1295) |
| Альфонсо III Щедрий | Alfonso III el Liberal       | Король Арагону та Валенсії (1285–1291), граф Барселони (1285–1291) |
| Хайме II Справедливий | Jaime II el Justo            | Король Арагону та граф Барселони (1291–1327), король Валенсії (1291–1327) та Сицилії (1285–1296) |
| Альфонсо IV Добрий | Alfonso IV el Benigno        | Король Арагону та Валенсії (1327–1336), граф Барселони (1327–1336) |
| Педро IV Церемонний | Pedro IV el Ceremonioso      | Король Арагону та Валенсії (1336–1387), граф Барселони (1336–1387) |
| Хуан I Мисливець | Juan I el Cazador            | Король Арагону та Валенсії (1387–1396), граф Барселони (1387–1396) |
| Мартін I Гуманний | Martín I el Humano           | Король Арагону та граф Барселони (1396–1410), король Валенсії (1396–1410) та Сицилії (1409–1410) |
| Після двох років міжцарства та укладення Компромісу Каспе престол Арагону зайняла нова династия — Трастамара. |                              | |
| Династія Трастамара |                              | |
| Фердинанд I Справедливий | Fernando I el de Antequera   | Король Арагону, Валенсії та Сицилії (1412–1416), граф Барселони (1412–1416) |
| Альфонсо V Великодушний | Alfonso V el Magnánimo       | Король Арагону, Валенсії, Сицилії та Майорки (1416–1458), король Неаполя (1442–1458) та граф Барселони (1416–1458) |
| Хуан II | Juan II                      | Король Арагону, Валенсії, Сицилії та Неаполя (1458–1479), король Наварри (1425–1479) і граф Барселони (1458–1479) |
| Фернандо II Католик | Fernando II el Católico      | Король Арагону, Валенсії, Сицилії та Майорки (1479–1516), Неаполя (1504–1516), Кастилії та Леону (1474–1504) і граф Барселони (1479–1516) |
| Хуана I Безумна | Juana I la Loca              | Королева Кастилії та Леону (1504–1555), Арагону й Валенсії (1516–1518) |
| 1518 року відбулось об'єднання королівських династій Кастилії та Арагону. |                              | |
| Династія Габсбургів |                              | |
| Карл II | Carlos II                    | Король Арагону, Майорки, Валенсії (1516–1556), Неаполя та Сицилії (1516–1554), Кастилії та Леону (1555–1556), граф Барселони (1516–1556), граф Артуа, Бургундії, Фландрії, Ено, Намюра, Голландії та Зютфена (1506–1555), герцог Брабанту, Гельдерна, Лімбурга, Лотьєра та Люксембургу (1506–1521), ерцгерцог Австрії (1519–1521), герцог Штирії, Каринтії та Крайни (1519–1521), граф Тіролю (1519–1521), король Німеччини (1519–1556), імператор Священної Римської імперії (1530–1556) |
| Філіп I Обережний | Felipe II el Prudente        | Король Іспанії (1556–1598), Португалії (1580–1598), Неаполя та Сицилії (1554–1598), герцог Брабанту, Гельдерна, Лімбурга, Лотьєра та Люксембургу (1556–1598), граф Артуа, Бургундії, Фландрії, Ено й Намюра (1556–1598), граф Голландії та Зютфена (1556–1581) |
| Філіп II | Felipe III                   | Король Іспанії, Португалії, Неаполя та Сицилії (1598–1621) |
| Філіп III | Felipe IV                    | Король Іспанії, Неаполя та Сицилії (1621–1665), король Португалії (1621–1640), герцог Брабанту, Гелдерна, Лімбурга, Лотьєра та Люксембургу (1621–1665), граф Бургундії, Фландрії, Ено й Намюра (1621–1665), граф Артуа (1621–1640) |
| Карл III Зачарований | Carlos II El Hechizado       | Король Іспанії, Неаполя та Сицилії (1665–1700), герцог Брабанту, Гелдерна, Лімбурга, Лотьєра та Люксембургу (1665–1700), граф Бургундії, Фландрії, Ено й Намюра (1665–1700), король Арагону (1665–1700) |
| Філіп IV | Felipe V                     | Король Іспанії, Неаполя та Сицилії (1700–1746), герцог Брабанту, Гелдерна, Лімбурга, Лотьєра та Люксембургу (1700–1746), граф Бургундії, Фландрії, Ено й Намюра (1700–1746), король Арагону (1700–1707) |
| З 1707 року Арагон став частиною Іспанії. Титул короля Арагону було ліквідовано. |                              | |